# Tajlebilhó
Tajlebilhó är en ort i Mexiko.   Den ligger i kommunen Larráinzar och delstaten Chiapas, i den sydöstra delen av landet, 700 km öster om huvudstaden Mexico City. Tajlebilhó ligger 1 940 meter över havet och antalet invånare är 126.
Terrängen runt Tajlebilhó är kuperad åt sydväst, men åt nordost är den bergig. Runt Tajlebilhó är det ganska tätbefolkat, med 166 invånare per kvadratkilometer. Närmaste större samhälle är Bochil, 10,4 km nordväst om Tajlebilhó. I omgivningarna runt Tajlebilhó växer i huvudsak städsegrön lövskog.